# Giustino Roncella né Boggiolo
Giustino Roncella né Boggiolo, en italien Suo marito (Giustino Roncella nato Boggiolo), est un roman de Luigi Pirandello publié en 1911.

## Résumé
Giustino Boggiolo, un modeste employé d'une culture tout aussi modeste, a épousé la jeune écrivain Silvia Roncella. Après que celle-ci est devenue célèbre, Boggiolo révèle un extraordinaire sens des affaires, prenant toutes les initiatives avec les éditeurs, les critiques, les journalistes, les traducteurs et le public pour promouvoir et faire fructifier la production littéraire de son épouse.
Cette activité frénétique d'agent de publicité suscite la méchanceté de ses collègues de bureau qui le ridiculisent du surnom « Roncello » et font imprimer des cartes de visite au nom de « Giustino Roncella, né Boggiolo ». Silvia, qui voit l'absurdité de la situation, s'éloigne de plus en plus de son mari pour finalement s'en séparer, cédant à la séduction d'un écrivain mature, Maurizio Gueli. Elle retourne à son mari quand elle perd l'amour de Gueli et quand meurt son fils. Sylvia et Giustino se retrouvent seuls, chacun à sa façon, enfermés dans leur propre drame intérieur.

## Source de la traduction
- (it) Cet article est partiellement ou en totalité issu de l’article de Wikipédia en italien intitulé « Suo marito » (voir la liste des auteurs).